# Erragonalia fucina
Erragonalia fucina är en insektsart som beskrevs av Young 1986. Erragonalia fucina ingår i släktet Erragonalia och familjen dvärgstritar. Inga underarter finns listade i Catalogue of Life.